# مايكل ليفين
مايكل ليفين (بالإنجليزية: Michael Levine) هو شخصية أعمال وكاتب أمريكي، ولد في 17 أبريل 1954 في نيويورك في الولايات المتحدة.